# ليليان باول
ليليان باول (بالإنجليزية: Lillian Powell)‏ هي راقصة وممثلة أمريكية، ولدت في 29 مايو 1896 في فيكتوريا في كندا، وتوفيت في 31 مايو 1992 في لوس أنجلوس في الولايات المتحدة.

## وصلات خارجية
- ليليان باول على موقع IMDb (الإنجليزية)
- ليليان باول على موقع قاعدة بيانات الفيلم (الإنجليزية)